# せがれいじり
『せがれいじり』は1999年（平成11年）6月3日にエニックス（現：スクウェア・エニックス）より発売されたPlayStation用ゲームである。後に続編『続せがれいじり 変珍たませがれ』が発売された。
原作者の秋元きつねは平沢進の元で丁稚奉公していた事や、『ウゴウゴルーガ』でCGを担当していたことでも知られる。

CMのキャッチコピーは「プレゼントに最悪」で野球選手がバッターボックスで股間をいじると言う内容だった。極端にシュールな内容であるにもかかわらず、逆にその斬新さが受けて約17万本を売り上げた。

## 概要
プレイヤーは主人公であるせがれをいじる（操作）ことで独特な3D空間の世界（セケンという）を探索していく。そこには様々なオキモノ（アイテム）が配置されており、オキモノにオカカワリ（接触）すると言葉遊びの作文モードとなり、その結果によってゲームが進行するというシステムになっている。
このゲームの本質は、ストーリー展開のテンポのよさと、その内容のくだらなさにある。「おバカに徹する」というコンセプトを元に作られた本作は、ひたすら馬鹿馬鹿しく、くだらない内容が展開する。これは世の中に数多く存在するクソゲーと呼ばれる物への批判を逆手にとったものであり、本作の「くだらなさ」はあくまでも単に「つまらない」のではなく、くだらなさの中に隠された面白さを計算した上でのものである。
とはいえ脈絡のないゲーム展開、「うんこ」という単語が頻出する下品な世界観から、PlayStation用ゲーム中ではバカゲーの代表作として評価されている。
因みにタイトル名の「せがれ」は(ムスコ)陰茎を、「いじり」はオナニーを意味すると推測されており、つまりは「男性のオナニー」をそのまま意味する。しかし秋元自身は下ネタとしてではなく、「いじって遊ぶ」という表現が可愛らしく面白いと思った為に単刀直入に「せがれ（キャラ）」を「いじる」という意図で付けている。指摘を受けた際には「そんなこと想像するような大人が遊ぶもんじゃないしゲーム内に卑猥な表現ないし。想像するならするでそれも話題性としていいんじゃない？」と答えたと言う
。

## システム

### 基本操作
ゲームを開始するとオープニングムービーの中で操作方法が説明されるが「◯ボタンでオカカワリ」「×ボタンでジャンプ」の二点が説明されるのみで、「たったのそれだけで最後までいじれます」と解説される。実際、クリアに必須の操作は十字キーでの移動を除けばそれだけである。
それ以外では、△ボタンで現在出現しているオキモノ（作文モノとちびゲーム）の一覧が参照可能で、ストーリーを進めると一度でもオカカワリしたオキモノの場所に瞬間移動する「ワープマップ」が入手できる。□ボタンを押すとせがれが何らかのアクションを行う（攻略上の意味は無い）。

### セケン
ゲームの舞台となる世界。「ふすま」によって幾つものエリアに分けられた箱庭となっており、各エリアに移動するには乗り物を用いる必要がある。最初はほぼ何も無い空間だが、いじる事でオキモノや背景が増えていく。
じめん
所謂地上部分。せがれが徒歩で移動するので乗り物は必要無い。ジャンプで段差を越えたり、紐を上り下りするなどして進む。
みなも
水面近くの浅い水中。せがれ自身が泳いで移動する。
かべ
重力が垂直になったエリア。壁を歩くので、画面上は上から見下ろすような視点で移動する。
やま
急斜面の山岳地帯。くだんに乗らなければ移動出来ない。
そら
空中。と言うより、上下左右に開けた空間。ペンギン誕生後に移動出来る。
みず
みなもよりも深い水中。まいまい入手後に移動可能。
つち
地中。土を掘り進むので地中にあるオキモノは最初は埋もれて見えない。一度でもいじれば以降はその周囲の土が取り払われる。ミミズ入手後に移動可能。
うちゅう
宇宙空間。無重力なので方向キーを入力した方向に進み続ける。うきわちゃん入手後に移動可能。
おんも
うちゅうから繋がるセケンの外周。乗り物は必要無いがうちゅうからしか行けないので、うきわ入手後にのみ進出可能。せがれがうさぎ跳びで移動する。これは自分という外郭を客観視出来る状態になり、人生そこからが大変だと言う意味が込められている為である。

### オキモノ
セケンに出現するオブジェクト。これらにオカカワリ（接触）する事でゲームを進行させる。作文を作成する事で増えていくが、一部には作文以外の方法で出現するものや、出現した事がアナウンスされない隠しオキモノも存在する。新たなオキモノに初めてオカカワリになった際にママの首が伸びる。ママの首が一定の高さに達すると夕方になり、乗り物やアイテムが貰えてストーリーが進行する。

#### 作文モノ
本作のメインとなるオキモノ。オカカワリする事で作文作成画面に移動する。そのオキモノに関係する単語を1～3択の選択肢で2～3種類選び、作文を作成する。出来上がった作文により、おバカなムービーや静止画の紙芝居などによる作文動画が展開される。作文動画は、たとえ文章をどんな無茶苦茶な内容にしようが必ずその内容に沿ったものが作られる。作成した作文によって新たなオキモノが出現する事がある。オキモノが出現しなかった場合でも背景が追加される。
各オキモノ毎に作文作成回数が定められている。一度見た作文は回数を消費せず見る事が出来る。回数は後述のママクエストで回復可能。エンディング後は無制限で作成出来るようになる。尚、全ての作文を作成したオキモノは花丸が付き、エンディング後までいじる事が出来なくなる。尚、エンディング前には現在出ている作文モノ全ての作成回数がゼロになると夕方になり、家に帰るように指示される（ストーリーは進行しない）。
- ことはじめ

初期状態からあるオキモノで、最初は必ずこれにオカカワリする。「せがれ」「むすめ」「う＊こ」などをとりあえず叫んでみる。
- ほうかご

「かんけり」「ゆびずもう」「おにごっこ」をいじって放課後にする「伝説の遊び」を作る。
- しょうかい

せがれ、くだん、うんこの何を紹介するか選ぶ。
- いけでは...

池で起きた大変な出来事を作る。
- ろぼっと

ロボットに名前を付けるが、間には必ず「ドキドキ」が入る。
- おにもつ

重いお荷物を持ち上げる掛け声を作る。
- にゅーす

何ついてのニュースかを選ぶ。
- おんなのこ

はなこさんの顔のオキモノ。女の子に名前を付ける。
- うんどうかい

運動会で何の競技に参加するのか選ぶ。
- うんこ

何故かうんこに名前を付ける。
- あんた

因縁を吹っ掛けてきた何かを作る。
- あのはなし

「あかげのアン」を中心に他国の単語をいじる。
- かべ

壁が崩れてきた際の対処方法を作る。
- おつかれ

疲れた際に取る行動を作る。
- あした

明日の行事、予定を指定する。
- ノート

ノートに書くもの（絵）を指定する。
- りょうり

「あじのひらき」「ひややっこ」「にくのいため」をいじって料理名を作る。
- てっぱん

鉄板で焼く物などを指定する。鉄板が関係ないものもある。
- へんしん

せがれが変身した姿を作る。
- はてな

特に意味の通らない言葉を組み合わせる。
- ふすまのすきま

襖の隙間から覗く何者かを指定する。
- しらないヒト

「アラジンと49人のみんぞく」など、実物と微妙に異なったタイトルのようなものを作る。
- かわいこちゃん

可愛い子ちゃんが立ち去る際の対応を選ぶ。
- あなたは？

出会った相手の特徴を作る。
- すうじ

数字を捩ったり関係する作文を作る。
- ひっさつわざ

新しい必殺技名を考案する。
- にちよう

日曜日にすることを指定する。
- おはよう

「おはよう」と聞こえてきたらどうするか選ぶ。
- むかしばなし

「うらしまたろう」「つるのおんがえし」「うさぎとかめ」をいじって昔話の題名を作る。
- はげあたま

禿げ頭に髪を生やす方法を選ぶ。
- あらいさん

荒井注の逆ギレ芸のような言い回しを作る。
- こくばん

黒板に書くもの（式）を指定する。
- いらっしゃいませ

エレベーターガールの案内の内容を作る。
- どあ

ドアを開けた人物と、その人物への対応を選ぶ。
- とけい

1時から3時までの時刻に関する言い回しを作る。
- もうじゅう

猛獣との対決における行動を指定する。
- おとこのこ

理想の男の子を選ぶ。
- CG

「CG」とは何の略なのかを指定する。
- なにのむ

名前通り何を飲むか指定するが、飲み物とは限らない。
- かんゆう

「グリーンベレー」「うっかりはち＊い」「かげのぐんだん」などをいじって勧誘活動を行う団体名を作る。
- しょくご

デモプレイのみのオキモノで、実際のプレイには登場しない。食後の行動を指定する。

#### お楽しみオブジェクト
作文モノではないが、オカカワリすると様々なアクションを起こすオキモノ。毎回同じアクションのみを起こすもの、回数やランダムでアクションの内容が変わるもの、せがれやセケンに一時的に影響を及ぼすものなど、様々なオキモノが存在する。
基本的に一度いじると家に帰るまでオカカワリ不能になる。一部のオキモノは例外的に何度でもオカカワリ可能だったり、一度いじると二度とオカカワリ出来なくなるものもある。

#### ちびゲーム
所謂ミニゲーム。一度目は最初のステージのみや簡単なノルマに挑戦する事になる。クリア後は更なる難易度がプレイ可能になり、記録も残せるようになる。
- インベ☆ダンペイ

スペースインベーダーのようなシューティングゲーム。とは言え、自分で弾を撃つ事は出来ず、敵弾をジャンプで跳ね返して攻撃する。敵を全滅させるかコメを8個集めるとクリア。敵は『あしたのジョー』の丹下段平のような 宇宙人で、同作に倣って「ウツベシ」と「ホセ」と言う文字を飛ばしてくる。5面で打ち止めとなる。(5面と御免を掛けあわせた仕様)
- フンバ☆ルンバ

ペンギンが二匹でうんこをぶつけ合う。飛ぶと自然と踏ん張り、うんこを発射する。方向キーでうんこを飛ばす角度の調整ができる。地上では4匹のくだんが走り回っており、うんこを7個以上拾うと潰されて消えてしまう。ちびゲームでは唯一初回と以降のプレイでの違いが無いが2人対戦が可能。
- ママノボリン

果てしなくながいキリンの首を登っていく。障害物のホッシーを避けながら落ちて来る札や硬貨を回収し、スコアと到達高度を競う。ホッシーに接触するとゲームオーバー。スピードアップも可能で、アイテムは取った時のスピードでスコアの倍率が変わる。背景は草原→青空→夕方→宇宙→異次元と変化していく。また、ある条件を満たす事で隠しキャラクターが出現する。
- せがれラリー

車を運転して障害物を避けてゴールを目指す。三つのレーンを移動して障害物を回避する。うんこは踏んでも良い。障害物に当たると車が壊れていき、最後はせがれが回転するだけになってしまう。この状態で障害物に当たるとゲームオーバー。ステージが進むごとにゲンザイ、カコ、ミライとタイムスリップして行き、1周するとゲンザイに戻る。
- せがれっと2

キャラの三つのパーツを揃えるスロットゲーム。イカを投げてスロットを止める。キャラはせがれいじり以外にも秋元きつねの過去作品からも出演している場合がある。パーツの組み合わせて名前が変わる。また組み合わせに成功した数によってダンスが変化する。このゲームのみむすめさん、はなこ、コギャルが操作キャラになり、上手く揃えるとコメントを呟く。せがれを一つも揃えられなかった場合は三人ともスロットの中に閉じ込められてしまう。

### ママクエスト
略してママクエ。家に帰るとママからクイズを出題される。出題されたオキモノが何か当てたり、提示された動画に合うように作文を作る、オキモノを順番にオカカワリするなどのクエストがある。正解すると全ての作文モノの作成回数が1回復する。エンディング後は挑戦不可能。

## 登場キャラクター
一部キャラクターは秋元の過去作品からの出演である。

### 主要キャラ
せがれ
主人公。「首から下は普通の人間だが頭の代わりに大きな矢印」を載せた少年。蛹らしい。ゲーム本編冒頭、「むすめさん」を見つけ、一目惚れする。大きくなってむすめさんとラブラブする為、セケンの様々なモノとオカカワリする事で成長していく。矢印の黄色は「注意」を意味する。浴衣を来た青いせがれも存在する。スクウェアとの合併記念のコラボレーションとして、『半熟英雄 対 3D』にゲスト出演した。
元々は秋元がバンド時代にライブに使うCG映像の為に作ったキャラであり、当時は槍持って走り回る原始的なキャラであった。とあるプロデューサーにこのキャラを売り込めないかと話した際「日本では表情の無いキャラクターは売れない」と断言され、逆にその前例を作ろうと考えた結果、本作の主人公に採用される事となった。
ママ
せがれの母親。「キリンの首」の姿をしている。（そのまま）の事から名がついている。せがれを導き、その成長を（本当の意味で）首を長くして見守る。内部は機械や人工物で構成された上にその時々に応じて構造が変わる。ストーリーが進むにつれてせがれの乗り物達を生み出していく。続編で実はせがれとは本当の親子ではない事が判明した。
キリンである理由は「せがれの成長を首を長く見守る事」と「せがれが黄色だから」。また、実際のキリンが優しい顔をしていて上から見下ろしてて母親のような感じがする、子供たちは象やキリンが大好きと言った理由もある。「そういうもの」と素直に受け入れる子供に対して、理屈で考える大人が「矢印のママがなんでキリン？」躓くトラップでもある。
むすめさん
ヒロイン。せがれのように頭が矢印（色はピンク。せがれは黄色）で、オレンジ色で花のプリントがされたワンピースを着ている。超プリティ。彼女に会うのがゲームの目的だが、一部作文には普通に登場している。
くだん
せがれの乗り物（のりモノ）となる人面牛。山を越えたりできる。かつては胴体もヒトであったが、6500万年前にウシと衝突して頭が入れ替わってしまった、という設定。一人称は「オレ」で結構口が悪い。四本足で歩く訳ではなく飛び跳ねて移動する。地面に触れる度にメトロノームのような金属音がする。妖怪の件が元ネタ。
ペンギン
とびモノ。ペンギンではあるが、羽ばたいて空を飛ぶことができる。せがれが元気良く「おいっす」と言ったところ卵から誕生。
まいまい
もぐりモノ。カタツムリだが水の中をもぐって泳ぐことができる。泳ぐ以外にもバイクのように走る事も可能だが、誕生時のムービーでしか見せない。
ミミズちゃん
ほりモノ。その名の通りミミズ。土の中を掘り進むことが出来る。
うきわちゃん
うきモノ。顔のある浮き輪。宇宙を漂うことができる。くだんがつけていた鼻輪が変異したものである。
せがれの子供
エンディングにて生まれたせがれとむすめさんの子供。ウサギのような姿で両親とは似ていない。全ての作文を作ると更に107匹生まれる。

### 作文ムービーの登場キャラ
たろうくん
作中に登場するひ弱そうな青年。はなこさんのことが好きで、嫌いなものはヒト。
はなこさん
禿げた頭に髭の剃り跡という、中年男性のような容姿だが、これでも女の子。たろうくんのことは好きなようだが、愛してはいないらしい。続編では表情が変化するようになった。
ヒト
名の通り、人間。モヒカン頭で服を着ていない（裸のコスプレらしい）。常にうんこ座りの体勢をしており、移動する際も同じ体勢で動くことができ、無表情で動き回る姿は作中でも特に異彩を放っている。1人ではなく、同じ容姿のヒトが大勢存在するが一応「栄一」「せら」などの個別の名前はあるらしい。口調は基本的に若者言葉。性別は存在せず、陰茎のあるヒトはヒトではないらしい。好きなものは論理。嫌いなものは不思議。
パパ
せがれの父親。玉乗りしてる大砲（タツノオトシゴにも見える）。若い頃は鉄砲玉だったらしいが、作者はそこまでしか考えつかなかったらしい（ウンババ談）。彼に似たモグラも登場するが関連は不明。砲弾は勢いばかりでどこに飛んで行くかわからず、本人は撃った瞬間コケるという設定があるが、深く突っ込むと哲学度が上がってしまうため、作文ムービーに軽く登場する形に留められている。
ウンババ
せがれの祖母。頭がウ○コのようなのでウンババ。母方なのか父方なのかは不明。
ウシあたまのヒト
かつてウシと衝突し、その際に頭が入れ替わってしまったヒト。胴体は本来のくだんのものである。しかしくだんの顔はヒトのそれとは似ても似つかない。後頭部からケーブルのような物がはみ出している。
なんでもアリ
蟻。とても小さいので虫眼鏡を使わなければよく見えない。顔がついている。
びじょ
ピンクのレオタードを着たブロンドの女性。ヒトと同じくいつもしゃがんでいる。
やじゅう
二足歩行の野獣。恐ろしげな外見ではなく、しかも本人は暗所が怖い。
コギャル
モンゴリアンヘアーでトラ柄の水着の女性。何故か常に正座している。
A子
メスのくだん。エサ泥棒で指名手配されているらしく、何故か目が隠されている。ウシあたまのヒトに惚れてくだんを振った。
ネプチュナ
このゲームでは比較的普通のデザインの人魚。ペンギン曰く「海の幸」。あるムービーでは下ネタの作文を作ったプレイヤーを「下品」と指摘する。
ホッシー
星に顔と手足が付いた、宇宙のイワシ売り。ママノボリンでは敵キャラとして登場。

### オキモノとして登場
とのさま
ウゴウゴルーガより出演。オカカワリすると羨ましくも何とも無い自慢話を早口でまくし立てる。同じくウゴウゴルーガに登場したまさおくんも一部作文にゲスト出演している。
のーたりん
その名の通り脳が足りない生き物。No不足と描かれた頭部パーツが特徴。オカカワリすると「ジャンケンで絶対に勝つには負けた時に『負けるが勝ち』と言えばいい」「勉強は『ベン（便）』が付くから嫌い」「せがればかりいじってるとバカになる」と言った、バカに関する話を聞かせてくれる。続編にも登場するが、今作とは打って変わって哲学的な事を言うようになっている。
もうじゅうキング
隠しキャラクター。猛獣の親分で、子分を倒したせがれとお礼に戦う。
この他にも一部作文にのみ登場するキャラが多数存在する。

## スタッフ
- 原作・ＣＧ・音楽・演出・ボケ・ツッコミ：秋元きつね
- プロデューサー：渡辺泰仁
- ＣＧ：斎藤修三、奥村優子、清水絹江
- サポート：西村名穂子
- ゲーム企画仕様・さくぶんネタ・ちびゲーム制作：BRAIN DOCK
- プログラム：NEMESYS
- サウンドサポート：SOUND 3
- アーチストコーディネイト：Griot（現グリオグルーヴ）
- ナレーション：坂本凛（当時３才）

## 続編
2002年に続編としてPlayStation 2用ソフト『続せがれいじり 変珍たませがれ』が発売された。一部システムの変更などがあるが、基本は変わっていない。画面は3Dになっている。なお、「続」と付いてはいるが、時系列では今作の過去の話である。

## その他
発売に合わせて『おはスタ』にこのゲームのキャラクターが登場する「ハコいりせがれ」というコーナーが月・水・金曜に放映された。監督、脚本、編集、音楽、CG制作、アフレコまで原作者の秋元きつね一人で行われていた。放映終了後、特殊ボックス型VHSソフト『箱いりハコいりせがれ』としても発売（VHSソフトに加えて、ペーパークラフトやシールなど付録がついていた）。
後に秋元自身による解説サイト「せがれいじり解説書（大人向け）」が設けられ、本作に込められた（ともすれば、本作の「おバカ」なイメージを崩壊させかねない）意図やテーマを解説した。その為、「ただバカなゲームとして楽しみたい方は絶対に読まないで下さい」と但し書きされている。